# 夢、夢のあと
『夢、夢のあと』（Dream, After Dream）は、アメリカのロック・バンド、ジャーニーが演奏を担当した、ファッション・デザイナー高田賢三監督による日本のファンタジー映画『夢・夢のあと』のサウンドトラック・アルバム。1980年にコロムビア・レコードからリリースされ、グループによる7枚目のアルバム相当となるレコーディングであった。サウンドトラックは映画自体をしっかりと覆い尽くしていたが、映画の方はほとんど名声を享受することがなかった。このアルバムは、バンドの先行する3枚のアルバムを特徴づけているハードロックからの重要な逸脱となっており、プログレッシブ・ロックだった彼らの初期の頃を思い起こさせ、複雑なミュージシャンシップとインストゥルメンタルに依存していた。
『夢、夢のあと』は、9曲のうち「デスティニー」「砂の城」「リトル・ガール」の3曲でフル・ボーカルをフィーチャーしている。「リトル・ガール」は、日本でのみ「月のテーマ」をB面としてシングル化されている。日本以外では後にシングル「オープン・アームズ」のB面となり、ジャーニーのコンピレーション・アルバム『タイム3〜永遠の旅立ち』で取り上げられた。2006年の『ディパーチャー』の再発と、コンピレーション・アルバム『Greatest Hits 2』2011年版で、ボーナストラックとしても登場している。なお、「デスティニー」はバンドで最も長いレコーディング曲となっている。
これが、創設メンバーであったグレッグ・ローリーをフィーチャーした最後のスタジオ・アルバムとなった。 

## 反響・評価
『夢、夢のあと』は、それ以前の3枚のアルバムの商業的に成功したラジオ向けでポップなものからの大きな逸脱と見なされており、代わりに初期のプログレッシブ・ロック指向の作品を思い起こさせる。オールミュージックは、「ジャーニーのカタログで最も見過ごされているアルバムのひとつ…『夢、夢のあと』は、ジャーニーの過小評価されたミュージシャンシップがわかる好例であり、熱心なファンに推されています」と書いた。普段はバンドの熱烈な批判者であるデイヴ・マーシュも熱狂的となり、アルバムは「バンドの1980年代における最高のレコーディング」と表現された。

## 収録曲
1. デスティニー - "Destiny" (ニール・ショーン、スティーヴ・ペリー) - 8:06
2. 雪のテーマ - "Snow Theme" (ロス・ヴァロリー) - 4:12
3. 砂の城 - "Sandcastles" (グレッグ・ローリー、ペリー) - 4:44
4. 呪われたコイン - "A Few Coins" (ローリー、ショーン、ヴァロリー、スティーヴ・スミス) - 0:40
5. 月のテーマ - "Moon Theme" (ショーン、ペリー) - 4:35
6. 哀愁のロマンス - "When the Love Has Gone" (ショーン) - 4:02
7. フェスティバル・ダンス - "Festival Dance" (ローリー、ショーン、スミス、ペリー、ヴァロリー) - 0:57
8. レイプ - "The Rape" (ヴァロリー) - 2:11
9. リトル・ガール - "Little Girl" (ショーン、ペリー、ローリー) - 5:48

## パーソネル
ジャーニー
- スティーヴ・ペリー - ボーカル
- ニール・ショーン - ギター、ボーカル
- グレッグ・ローリー - キーボード、ピアノ、ハーモニカ、ボーカル
- ロス・ヴァロリー - ベース、ボーカル
- スティーヴ・スミス - ドラムス、パーカッション